# Dan Cristea (schior)
Dan Cristea (n. 2 februarie 1949, Bușteni, România) este un fost schior român.

## Carieră
A început să practice acest sport încă la vârsta de șapte ani. El a participat de trei ori la Jocurile Olimpice de iarnă, Grenoble 1968, Sapporo 1972 și Innsbruck 1976. A luat startul în probele de coborâre, slalom uriaș și slalom. Cel mai bun rezultat la Jocurile Olimpice a fost locul 25 la slalom din 1968 de la Grenoble. La Campionatul Mondial din 1974 de la St. Moritz a obținut locul 15 la slalom și locul 9 la combinată alpină. După retragerea sa, Dan Cristea a devenit antrenor.